# 愛知万博のマスメディア
愛知万博のマスメディアとは、2005年日本国際博覧会に関する情報を会場の内外において発信したマスメディアのことである。

## テレビ番組
※放送期間はいずれも万博開催期間中、もしくはその前後。

### NHK
- 『さらさらサラダ 愛・地球博』（総合テレビ）

月-金曜日 11:05-11:54 生放送・・・中京広域圏（愛知県、三重県、岐阜県）
土曜日 11:30-11:54 生放送・・・中部7県（愛知県、三重県、岐阜県、静岡県、石川県、福井県、富山県）
関東でも不定期で一部放送。
- 『お昼ですよ!愛・地球博』（総合テレビ全国放送ほか）

金曜日 12:20-12:43 生放送
NHKワールドTVでも時差放送
- その他ローカル定時番組、特別番組など。

#### アニメ
『モリゾーとキッコロ』（博覧会協会制作）
土曜日 18:25 - 18:30（教育テレビ全国放送）
土曜日 12:40 - 12:45（総合テレビ、中京広域圏）
なお、この作品はDVD化もされており、店頭で購入して視聴することも可能である。

##### キャラクター
- モリゾー（声：八奈見乗児）
- キッコロ（声：渡辺菜生子）
- タヌキ・春告鳥・モグラ（声：高戸靖広）
- キツネ（声：西原久美子）
- テング（声：龍田直樹）

##### スタッフ
- 企画：中村利雄
- 監督：高橋良輔
- 監督補：野中和実
- 脚本：吉田玲子、桜井正明、山田由香、岡田麿里
- キャラクターデザイン：小林一幸
- 美術：西川淳一郎
- 音楽：川上ミネ
- プロデューサー：松本寿子、若菜章夫
- アニメーション制作：NHKエンタープライズ、ぎゃろっぷ

### 民放
- 『万博ぴーかん』（東海テレビ）

月 10:55-11:00／火-木 10:55-11:15／金 11:10-11:30 生放送
- 『万博キャイ～ン』（東海テレビ）

土曜日 11:25-11:30 収録番組
- 『まるっと万博』（CBCテレビ）

月-金曜日 9:55-10:25 生放送
- 『特報!EXPOプレス』（中京テレビ）

月-木 10:48-11:19／金 10:25-10:55 生放送
- 『万博だがね』（メ～テレ）

土曜日 17:25-17:30 収録番組
- その他各局のローカルワイド番組、特別番組など。

### 万博チャンネル
万博チャンネルは日本ケーブルテレビ連盟東海支部が開催期間限定で開設したチャンネルで東海4県（愛知県・岐阜県・三重県・静岡県）の一部のCATV局で放送された。『愛・地球博NEWS』以外にも会場周辺の交通情報や各CATV局が制作した万博関連の番組の放送、データ放送も行っていた。2005年3月24日開局、同年9月25日閉局。
『愛・地球博NEWS』については万博チャンネルを放送していない東海4県のCATV局（一部を除く）でも放送、また一部の都道府県へも番組配信を行っていた。
- 『愛・地球博NEWS』（CATV・万博チャンネル）

毎日放送した。
初回は生放送で、万博チャンネルでは再放送あり。
- 当チャンネル運営中のノウハウを活かし、2006年6月1日からは東海デジタルネットワークセンター加盟局（主にデジタルコース）で東海ケーブルチャンネルの放送を開始した。

## ラジオ番組
※放送期間はいずれも万博開催期間中、もしくはその前後。

### NHKラジオ第1放送
- 『心伝えて、愛・地球博』

全国放送・月～金曜日はラジオほっとタイム枠、土曜日はかんさい土曜ほっとタイム枠内でそれぞれ放送
- 『こんにちは　愛・地球博』

東海3県・月～土曜日
- 『愛・地球博“なごやか情報局”』

東海3県・月～金曜日

### 民放
- 『源石和輝 美味時間（う～まいタイム） ～万博三昧～』（東海ラジオ）

金曜日 12:15-13:00 生放送
- ワイド番組内会場レポート
  - 愛・地球博レポート（東海ラジオ）1日数回
  - （CBCラジオ）月～土曜日・2回、日曜日・1回
  - （FM愛知）月～金曜日・4～5回
  - 『EXPO2005 Information』（ZIP-FM）1日数回

### 公式イベント放送『FM LOVEARTH』

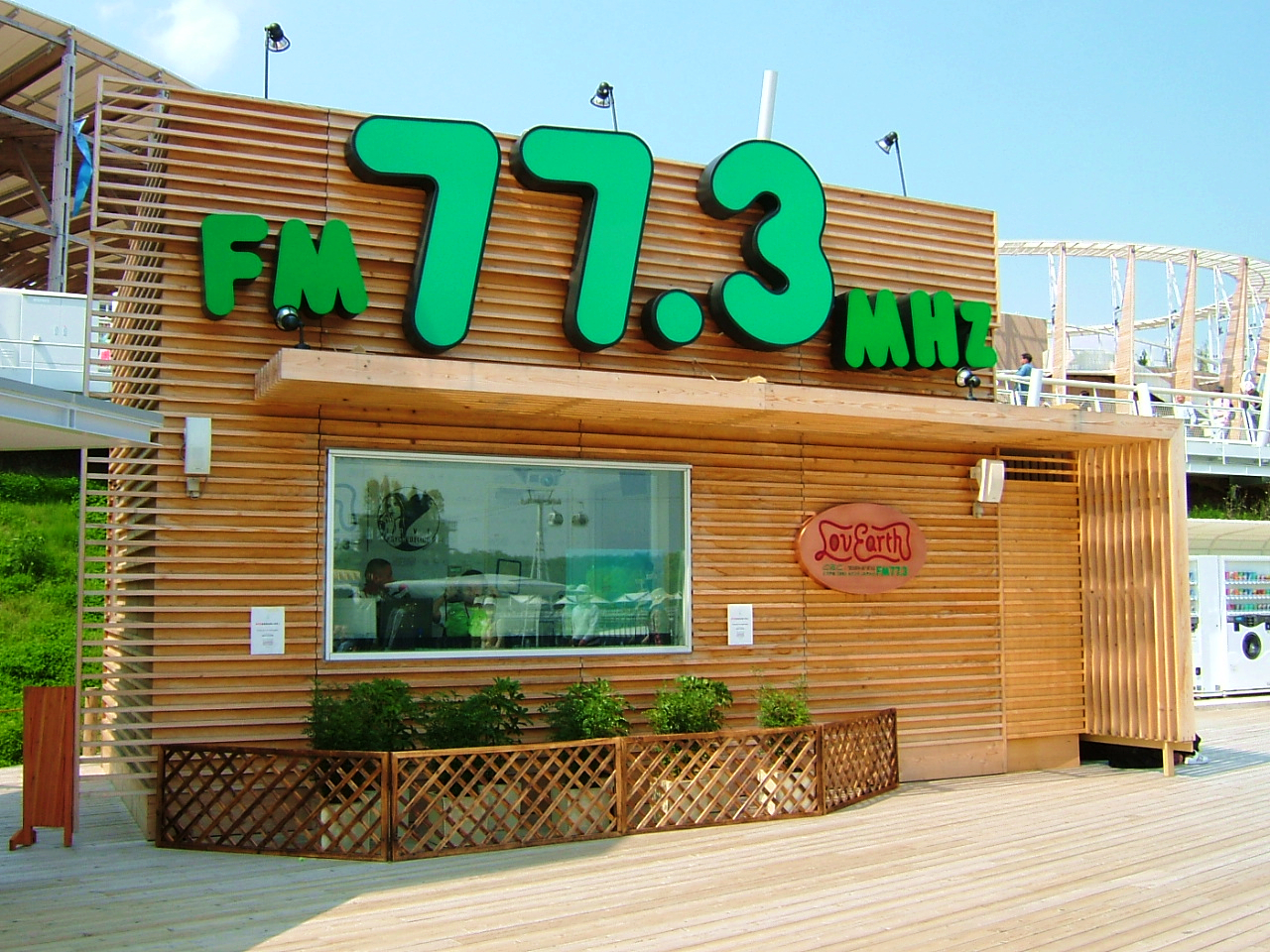
FM LOVEARTHのスタジオ

愛知県名古屋市中区にある2つの放送局、CBCラジオとZIP-FMの共同運営により、2005年2月25日から同年9月25日の213日間、2005年日本国際博覧会イベントFM放送 「FM LOVEARTH」（エフエム・ラヴァース）として、期間限定でFMラジオ放送を行った。詳細は、「FM LOVEARTH」の項を参照。

### 2005年日本国際博覧会藤岡イベントFM放送
愛・地球博の藤岡駐車場の利用者向けにイベント情報や道路情報などを提供する目的で6月27日より9月25日までの期間限定で放送していたFMラジオ放送である。このFM放送にはVICSが付いており、会場周辺の交通の円滑を図った。

#### 放送局概要
- コールサイン - JOYZ6AC-FM
- 放送局名 - 2005年日本国際博覧会藤岡イベントFM放送
- 周波数 - 84.1 MHz
- 送信出力 - 1W
- 送信所 - 愛知県豊田市西中山町55（藤岡駐車場内）

## 出版物

### 絵本

#### モリゾーキッコロシリーズ
- もりのこえ
- モリゾーとキッコロ
- ちきゅうとのやくそく（閉幕後に出版）

#### その他
- マンモスマモタン
- あまつぶ いっぴき くものうえ

### ガイドブック
- 2005年日本国際博覧会 愛・地球博 公式ガイドブック
- 2005年日本国際博覧会 愛・地球博 公式ガイドブック　ジュニア版（小学館ワンダーライフスペシャル）

## サテライトスタジオ
- NHK名古屋
  - テレビ放送・グローバルハウス内（グローバルスタジオ）
  - ラジオ放送・日本ゾーン内（なごやかスタジオ）
- 東海テレビ
  - 北エントランス
- CBC
  - 日本ゾーン内（テレビ・ラジオ共通）
- 中京テレビ
  - 日本ゾーン内
- メ～テレ
  - 愛・地球広場
- テレビ愛知
  - グローバルコモン4
- 日本ケーブルテレビ連盟東海支部
  - 瀬戸会場・ウェルカムハウス
- 東海ラジオ
  - 長久手会場・万博メディアセンター内（普通の部屋に放送機材などを設置し、スタジオとして利用）

### サテライトスタジオの画像

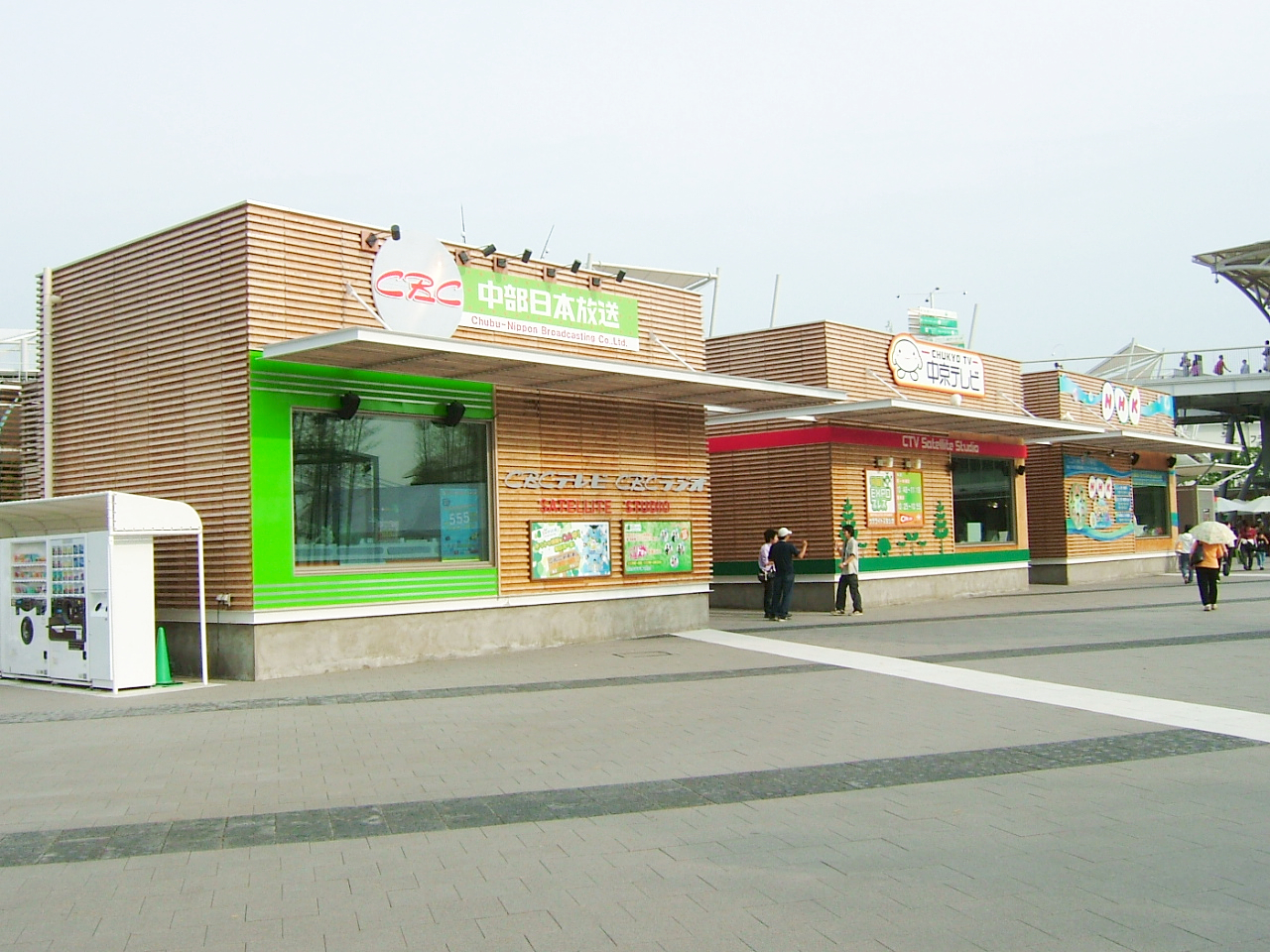
CBC・中京テレビ・NHKラジオのスタジオ
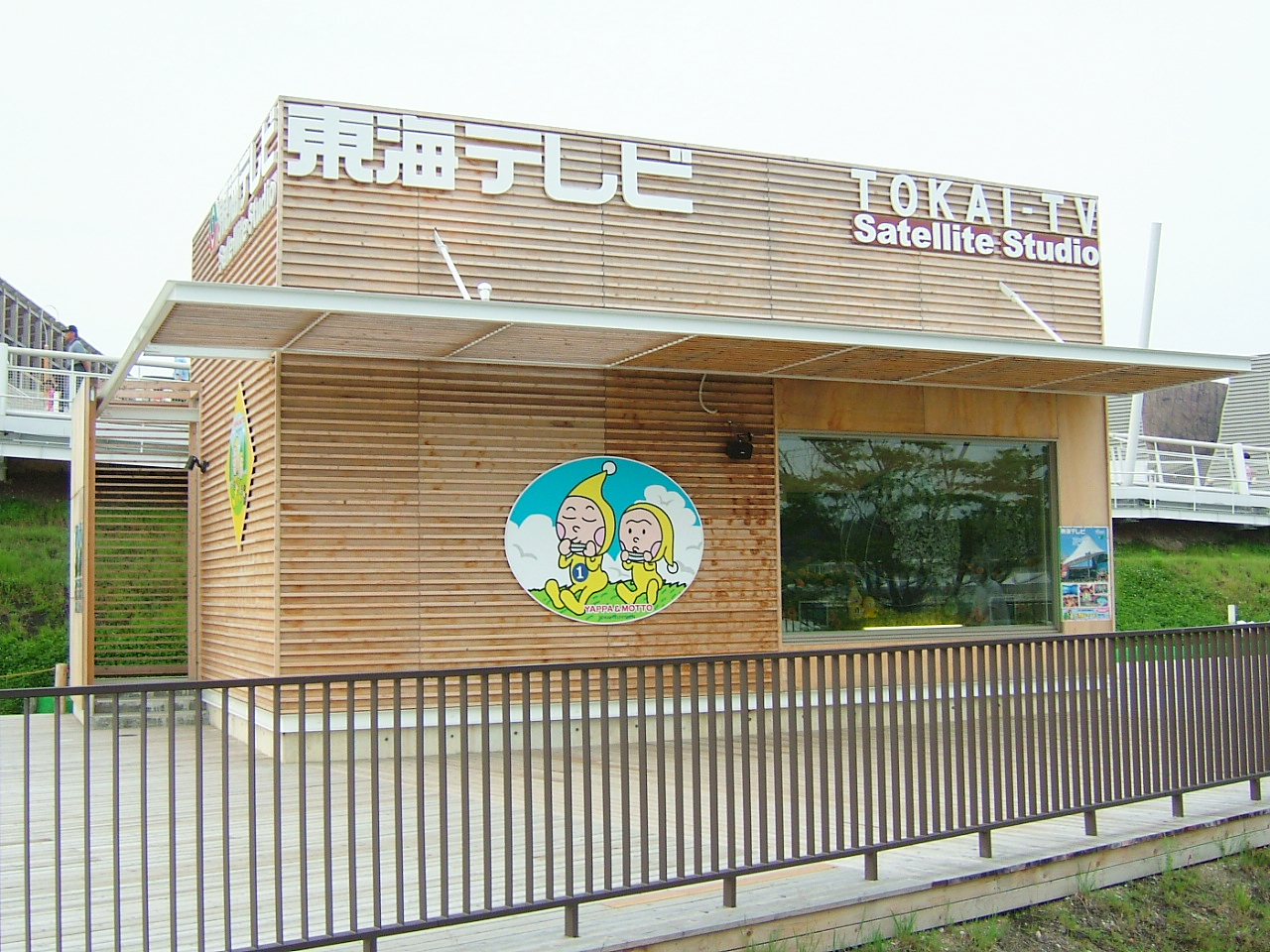
東海テレビのスタジオ
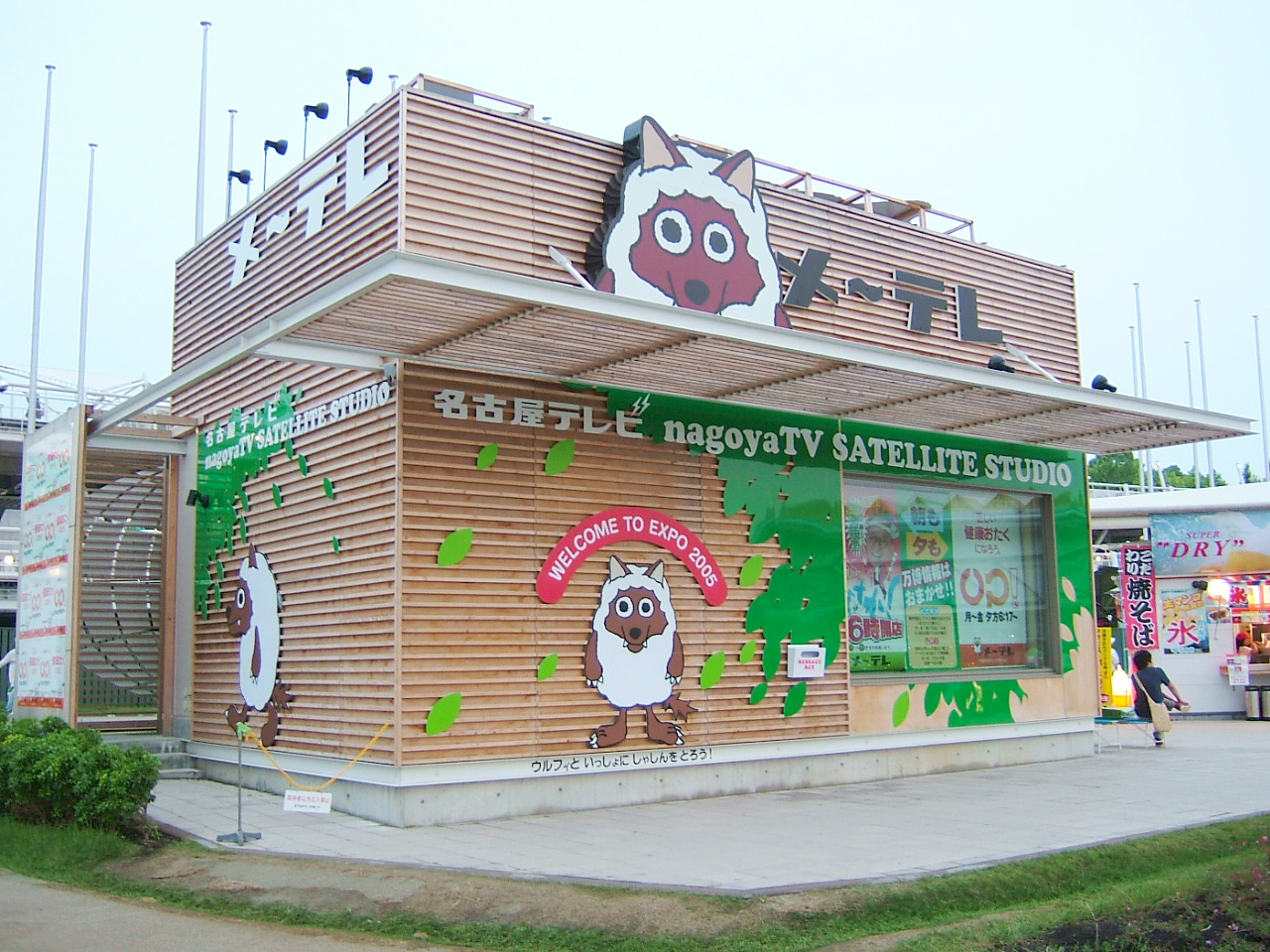
メ～テレのスタジオ
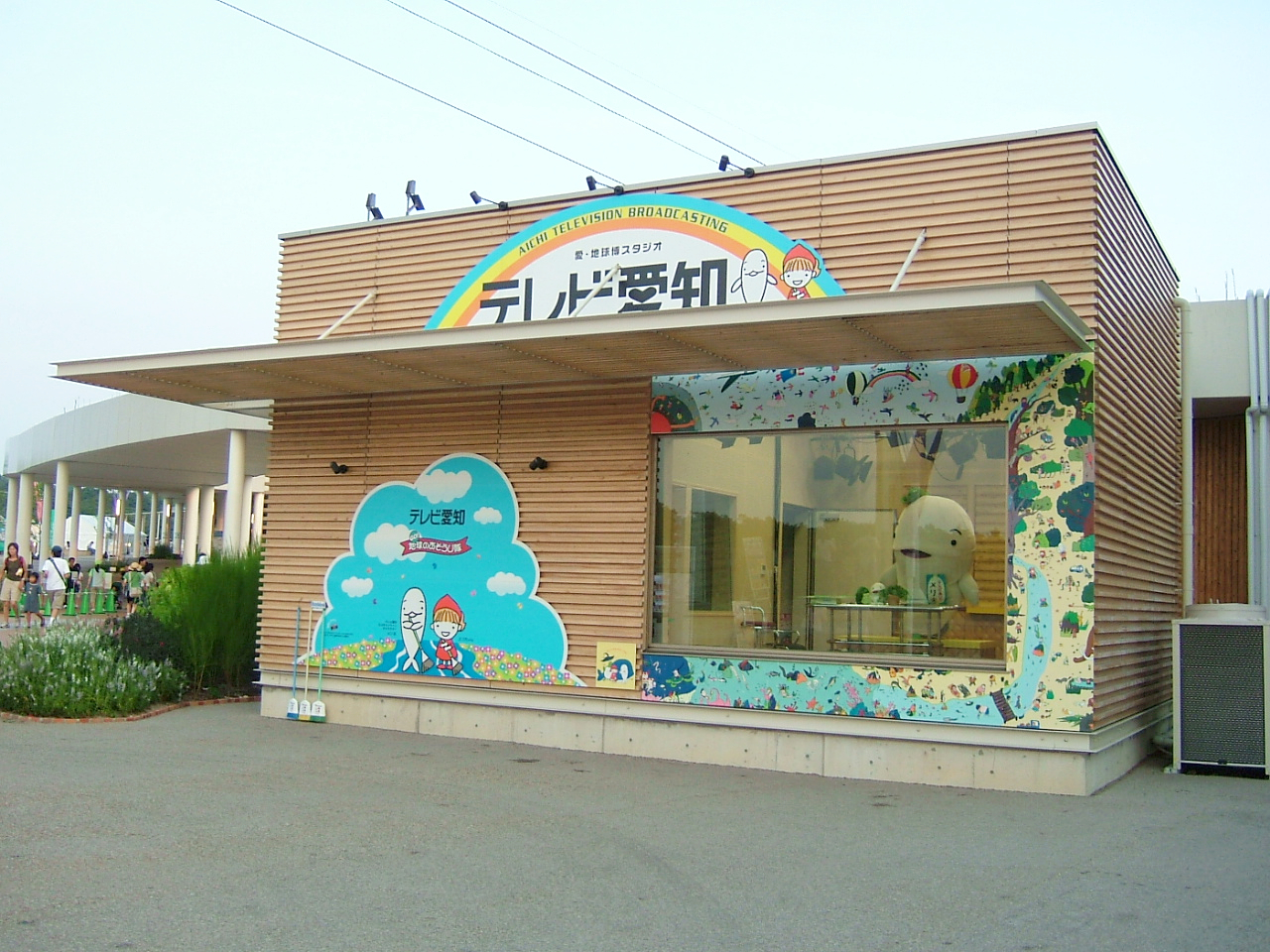
テレビ愛知のスタジオ